# Lake Aircraft

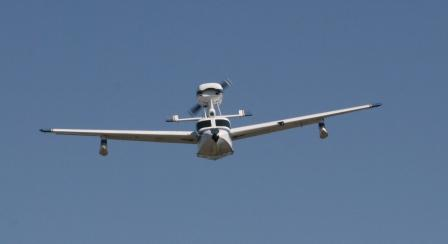
Lake LA-4-200 Buccaneer

Lake Aircraft war ein Hersteller von Amphibienflugzeugen. Das Unternehmen hatte seinen Sitz in Sanford, Maine USA.
Die „Lakes“ sind die meistproduzierten Amphibienflugzeuge der Welt und wurden im Gegensatz zu anderen Wasserflugzeugen, die für das Land konzipiert sind und als Wasserflugzeug umgebaut wurden, als reine Amphibienflugzeuge gebaut. Insgesamt wurden etwa 1300 dieser Flugzeuge verkauft, 900 davon in die USA. Die Firma besitzt weltweit als einzige eine FAA-Zulassung für einmotorige Amphibienflugzeuge.
Die Basis für die Lake A4 war die Colonia C2 mit 180 PS. Bis 1969 wurde die LA4 gebaut und wurde danach von der LA4-200 abgelöst. Diese besaß einen stärkeren Motor (200 PS), zusätzliche Tanks in den Schwimmern unter den Tragflächen und erlaubte ein höheres Abfluggewicht. Ein weiteres upgrade war das „EP“ Modell. Es hatte einen Lycoming IO360A1B6 mit balanchierter Kurbelwelle, was eine verlängerte Propellerwelle erlaubte und damit eine hintere aerodynamische Verkleidung der Motorgondel ermöglichte.
Ab 1986 wurde das Modell dann erneut erweitert und verbessert. Es entstand die LA-250 „Renegade“ mit 6-Zylinder Lycoming Motor, verlängertem Rumpf, einer Kabine mit max. 6 Sitzplätzen und erhöhtem Abfluggewicht. Diese hatte zunächst 250 PS, später dann 270 PS mit Turbolader „Turbo Renegade“. Den Abschluss bildete der Typ „Seawolf“, der erstmals für den Einsatz im Salzwasser konzipiert war und robuster gebaut war. Außerdem besaß er erneut mehr Motorleistung und zwei NATO Hardpoints unter den Flügeln, an denen entweder Zusatztanks oder Waffen angebracht werden konnten. Dieses Flugzeug wurde hauptsächlich für militärische Zwecke geplant. Fast alle gebauten Maschinen des Typs Seawolf sind heute in Privatbesitz.
Seit 2001 versucht Armand Rivard, der Gründer und Besitzer der Firma, diese zu verkaufen, unter anderem auf der EAA AirVenture Oshkosh 2005 in einer Auktion, bei der niemand für das Unternehmen bot.
| Baujahr   | Modell          | Sitze | Leistung / PS | Max. Reisegeschwindigkeit | Zuladung / Haupttank voll |
| --------- | --------------- | ----- | ------------- | ------------------------- | ------------------------- |
| 1948–1959 | C1 / C2         | 2/3   | 150 / 180     | 78 kt                     | 340 lb                    |
| 1960–1969 | LAKE LA 4       | 4     | 180           | 96 kt                     | 440 lb                    |
| 1970–1982 | LAKE LA4 200    | 4     | 200           | 105 kt                    | 500 lb                    |
| 1983–1985 | LAKE LA4 200 EP | 4     | 200           | 110 kt                    | 550 lb                    |
| 1984–1995 | LAKE LA 250     | 6     | 250           | 131 kt                    | 800 lb                    |
| 1987–2005 | LAKE LA 270     | 6     | 270           | 155 kt                    | 720 lb                    |